# Aedes pillaii
Aedes pillaii är en tvåvingeart som beskrevs av Mattingly 1958. Aedes pillaii ingår i släktet Aedes och familjen stickmyggor. Inga underarter finns listade i Catalogue of Life.